# ローブローアート
ローブローアート（Lowbrow）は、1970年代後半にカリフォルニア・ロサンゼルスのエリアにて発生した、アンダーグラウンドヴィジュアルアートムーヴメント（芸術運動）のこと。

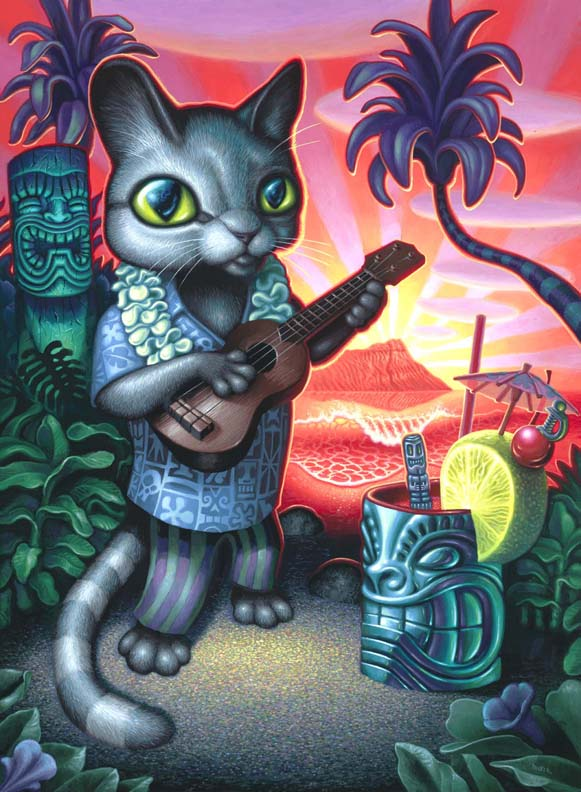
ブラッド・パーカー『Tiki Cat』

## 特徴
古来の絵画等の作品は上流階級の貴族の趣向品、権力の象徴でもあり、一般大衆の楽しむモノではなかった。それに対してローブローアートは広く一般大衆の間で行き渡ったアートムーヴメントである。
起源はアンダーグラウンド・コミックスやパンクミュージック、ホットロッド、ティキカルチャー、ストリートカルチャー、タトゥー、その他のサブカルチャーにある。それはポップシュールレアリスムと名称される。

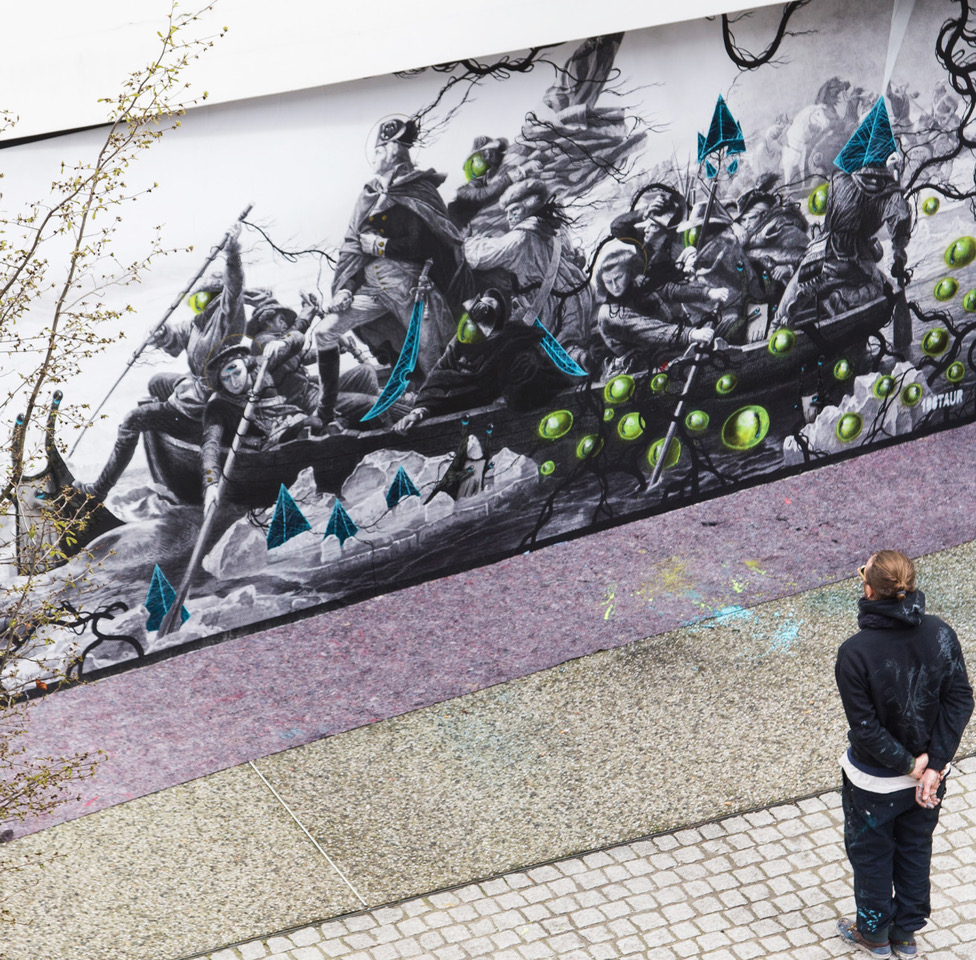
100TAURの壁画「Piraterie sur le Delaware」

ローブローアートは陽気なユーモアセンスや、または悪戯じみており、皮肉な表現を用いられ、個性的主張が強く見られる。大方のローブローアートは絵画であるが、玩具やデジタルアートであったり、彫刻でもあったりする。 
ルネッサンス絵画を起源とするなら、絵画からはじまり、ポスター、デザインイラスト、マーク、ロゴ、グラフィティ・ストリートアート（落描き）、似顔絵など、カテゴライズすると沢山の分野に分ける事が出来る。そういった垣根を超えて楽しめるアート、大衆的に幅広く楽しめる芸術作品と言った所である。

## 作家

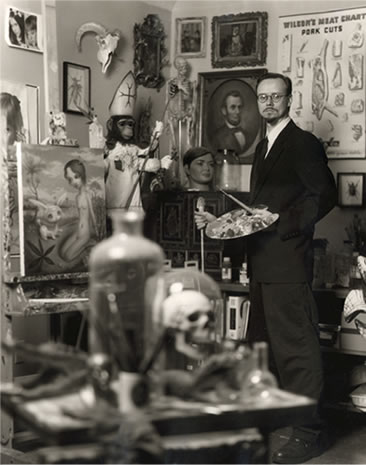
マーク・ライデン

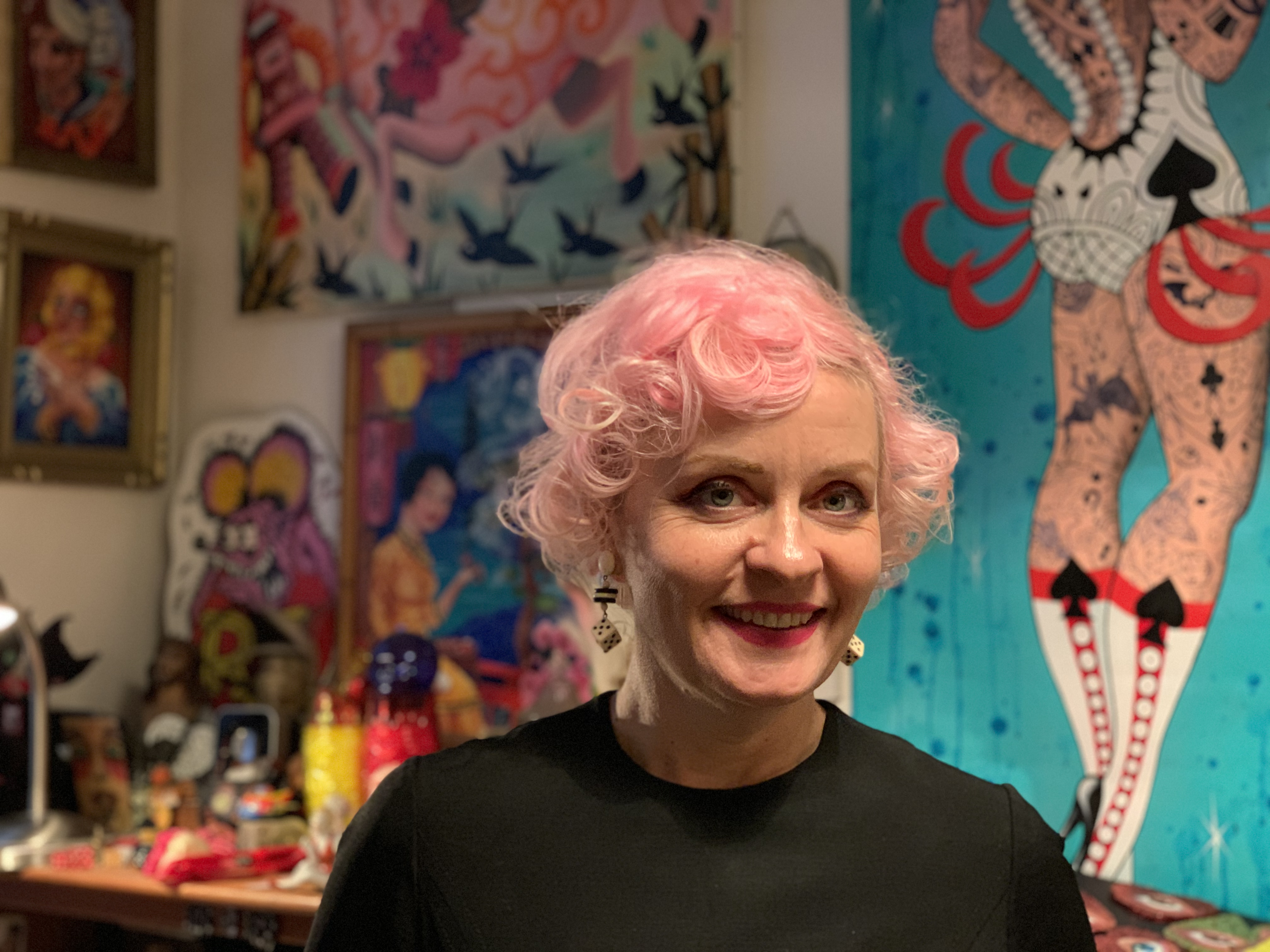
サニー・ビュイック

- アンソニー・アウスガング（英語版）
- ロバート・ウィリアムス（英語版）
- ジェイソン・フリーニー（英語版）
- フランク・コジック（英語版） - ローブローアート界の巨匠と呼ばれることもある
- カミーユ・ローズ・ガルシア
- シャグ
- トッド・ショア（英語版）
- グレッグ・シムキンズ（英語版）
- エイミー・ソル（英語版）
- ケニー・シャーフ（英語版）
- レイ・シーザー（英語版）
- エサオ・アンドリュース（英語版）
- マリオン・ペック（英語版） - マーク・ライデンの妻
- タラ・マクファーソン（英語版）
- 上野陽介
- オードリー・カワサキ（英語版）
- マイケル・レビット（英語版）
- ティム・ビスカップ（英語版）